# Požeški sandžak
Požeški sandžak bila je upravna jedinica u Osmanskom Carstvu, stvorena nakon što su osmanske snage pri jednom valu osvajanja osvajanja istočne Hrvatske osvojili Požegu i obranili osvojeni prostor između Drave i Save 1537. godine. Sandžak je osnovan najkasnije do proljeća 1538. godine. Prema obavijesti bana Petra Keglevića i Tome Nadasdyja kralju Ferdinandu 30. siječnja iste godine, tom je sandžaku pripao sav kraj između Drave i Save od Ivankova do Kobaša. Prvi požeški sandžakbeg bio je Arslan-beg.
Isprva je bio u sastavu Rumelijskog ajaleta, ali je osnivanjem Budimskog pašaluka 1541. godine, izdvojen je iz Rumelijskog i pripojeni Budimskom pašaluku. Provodeći novu upravnu podjelu 1580., Požeški sandžak pripojen je novoosnovanom Bosanskom pašaluku. Nakon zauzimanja Kaniže (Nagykanizsa) u jugozapadnom dijelu Ugarske 1600. i osnivanja Kaniškog ajaleta, izvršena je posljednja upravna promjena, pa je Požeški sandžak izdvojen iz Bosanskog i pripojen Kaniškom ajaletu. Iza 1600. Požega je stvarno ad acta pripojena ejaletu Kaniža, ali to izaziva nezadovoljstvo vojske i posada u Požegi, pa 1611. izbija pobuna. Pobunjenici traže povrat jurisdikcije bosanskog paše nad Požegom te plaće za posade u gotovini. Zbog siline pobune, morala se povući odluka iz 1600. godine.  Do 1626. godine traje svojevrstan kondominiji Bosne i Kaniže nad Požegom, dok požeške spahije timare primaju od bosanskog paše, kaniški paša im zapovijeda u ratu. Niz vijesti iz kasnijeg perioda svjedoči o nadmetanju i sukobima interesa u Požegi. Od sredine 17. stoljeća preovladava utjecaj kaniškog paše, ali bosanskog uplitanja ima i nakon toga.
Po svome položaju u Osmanskom Carstvu, bio je Požeški sandžak pogranični sandžak. U sjevernim i sjeverozapadnim dijelovima sandžaka bila je ustanovljena krajina (serhat). Krajiško područje protezalo se tada negdje na prostoru ispod Osijeka, Valpova, tvrđave Našica, Orahovice, Voćina i zapadnih dijelova Požeške kotline. Kako se širila osmanska vlast, tako se i pomicalo krajiško područje prema zapadu.
Prvi i najstariji kadiluk u Požeškom sandžaku bio je kadiluk Osijek, osnovan vjerojatno 1529. godine.
Osmanlije su zauvijek i bez borbe napustili Požegu nakon što je carska austrijska vojska pod zapovjedništvom Ludowiga Badenskog kod Slankamena 1691. strahovito porazila tursku vojsku. Tako je konačno Požega bila potpuno slobodna.